# Kees van Aelst
Cornelis Gijsbertus van Aelst, detto Kees (L'Aia, 28 settembre 1916 – Utrecht, 6 settembre 2000), è stato un pallanuotista olandese.
È stato un giocatore di pallanuoto olandese che ha partecipato alle Olimpiadi estive del 1936, conquistando il quinto posto. Ha giocato tutte le partite.